# Mound Valley (Kansas)
Pour les articles homonymes, voir Mound Valley.
Mound Valley est une ville américaine située dans le comté de Labette, au Kansas. Selon le recensement de 2010, sa population est de 407 habitants.